# Alter Bridge
Alter Bridge är ett amerikanskt rockband från Orlando, Florida som består av fyra medlemmar: gitarristen Mark Tremonti, basisten Brian Marshall, trummisen Scott Phillips, alla tre tidigare i Creed, och sångaren Myles Kennedy, tidigare i The Mayfield Four. 

## Karriär
Bandet bildades av Tremonti, Marshall och Phillips efter att Creed upplösts 2004. De värvade Myles Kennedy som sjöng i bandet The Mayfield Four, som hade varit förband för Creed ett antal gånger. 
Hösten 2004 släppte Alter Bridge sitt debutalbum One Day Remains, vilket blev femma på Billboard 200. Det innehåller bland annat singlarna "Open Your Eyes", "Broken Wings" och "Find the Real". Mark Tremonti skrev samtliga låtar på albumet tillsammans med Scott Phillips och Brian Marshall. 
2007 släpptes bandets andra album Blackbird på skivbolaget Universal Republic.
2010 den 31 mars avslutades inspelningen av deras tredje album, AB III.
Albumet Fortress släpptes 8 oktober 2013.
Den 7 Oktober 2016 släpptes deras album The Last Hero.

## Namnet
Alter Bridge är en referens till en bro som låg nära Mark Tremontis hus när han som barn bodde i Detroit. Alter Bridge, bron, stod för det okända när Mark Tremonti växte upp.

## Medlemmar
- Myles Kennedy – sång, gitarr
- Mark Tremonti – gitarr, sång
- Brian Marshall – basgitarr
- Scott Phillips – trummor

## Diskografi
Album
- 2004 – One Day Remains
- 2007 – Blackbird
- 2010 – AB III
- 2013 – Fortress
- 2016 – The Last Hero
- 2019 – Walk The Sky
- 2022 – Pawns & Kings

Singlar (i urval)
- 2004 – "Open Your Eyes" (#24 på Billboard 100 Alternative Songs, #2 på Billboard 100 Mainstream Rock)
- 2004 – "Find The Real" (#7 US Main. Rock)
- 2004 – "Broken Wings" (#29 US Main. Rock)
- 2004 – "Rise Today" (#32 US Alt., #2 US Main. Rock)
- 2008 – "Watch Over You" (#40 på US Adult Top 40, #19 US Main. Rock)
- 2008 – "Before Tomorrow Comes" (#29 US Main. Rock)
- 2010 – "Isolation" (#20 US Alt., #1 US Main. Rock)
- 2011 – "Ghost of Days Gone By" (#36 US Alt., #4 US Main. Rock, #11 på Billboard 100 Rock Songs)
- 2013 – "Addicted to Pain" (#4 US Main. Rock, #20 US Rock)
- 2014 – "Cry of Achilles" (#27 US Main. Rock)